# إرنست ويلهلم بولي
إرنست ويلهلم بولي (بالألمانية: Ernst Wilhelm Bohle) (و. 1903 – 1960 م) هو سياسي، ودبلوماسي ألماني، ولد في برادفورد، كان عضوًا في الحزب النازي، وكان عضوًا في شوتزشتافل، توفي في دوسلدورف، عن عمر يناهز 57 عاماً.

## مناصب
تولى منصب عضو مجلس النواب الألماني من ألمانيا النازية.

## التعليم
تعلم في جامعة كولونيا.

## جوائز
حصل على جوائز منها:
- شارة الحزب الذهبية.

## روابط خارجية
- إرنست ويلهلم بولي على موقع مونزينجر (الألمانية)